# Germán Lauro
Germán Luján Lauro (ur. 2 kwietnia 1984 w Trenque Lauquen) – argentyński lekkoatleta specjalizujący się w pchnięciu kulą i rzucie dyskiem, dwukrotny uczestnik igrzysk olimpijskich, wielokrotny mistrz i rekordzista Ameryki Południowej.

## Osiągnięcia
- 2 medale igrzysk panamerykańskich:
  - Guadalajara 2011 – brąz w pchnięciu kulą
  - Toronto 2015 – brąz w pchnięciu kulą
- 12 medali mistrzostw Ameryki Południowej:
  - Tunja 2006 – złoto w pchnięciu kulą
  - São Paulo 2007 – złoto w pchnięciu kulą i w rzucie dyskiem
  - Lima 2009 – złoto w pchnięciu kulą i w rzucie dyskiem
  - Buenos Aires 2011 – złoto w pchnięciu kulą i srebro w rzucie dyskiem
  - Cartagena de Indias 2013 – złoto w pchnięciu kulą i w rzucie dyskiem
  - Lima 2015 – złoto w pchnięciu kulą
  - Asunción 2017 – srebro w rzucie dyskiem i brąz w pchnięciu kulą
- 4 medale mistrzostw ibero-amerykańskich:
  - Iquique 2008 – brąz w pchnięciu kulą
  - San Fernando 2010 – srebro w pchnięciu kulą
  - Barquisimeto 2012 – złoto w pchnięciu kulą i w rzucie dyskiem
- 3 medale młodzieżowych mistrzostw Ameryki Południowej:
  - Barquisimeto 2004 – brąz w rzucie dyskiem
  - Buenos Aires 2006 – złoto w pchnięciu kulą i w rzucie dyskiem
- 2 finały konkursu pchnięcia kulą podczas mistrzostw świata:
  - Moskwa 2013 – 7. miejsce
  - Pekin 2015 – 9. miejsce
- 3 finały konkursu pchnięcia kulą podczas halowych mistrzostw świata:
  - Stambuł 2012 – 6. miejsce
  - Sopot 2014 – 6. miejsce
  - Portland 2016 – 6. miejsce
- 6. miejsce w pchnięciu kulą na igrzyskach olimpijskich (Londyn 2012)
- 2 złote medale igrzysk Ameryki Południowej (Santiago 2014)
- srebrny medal w rzucie dyskiem podczas mistrzostw panamerykańskich juniorów (Santa Fe 2001)
- brązowy medal w rzucie dyskiem podczas mistrzostw Ameryki Południowej juniorów (Guayaquil 2003)
- dwa złote medale mistrzostw Ameryki Południowej juniorów młodszych (Bogota 2000)

## Rekordy życiowe
- Pchnięcie kulą (stadion) – 21,26 (10 maja 2013, Doha) – były rekord Ameryki Południowej[1]
- Pchnięcie kulą (hala) – 21,04 (25 lutego 2014, Praga) – były rekord Ameryki Południowej[2]
- Rzut dyskiem – 63,55 (8 czerwca 2012, Barquisimeto)